# Idaea nasifera
Idaea nasifera là một loài bướm đêm trong họ Geometridae.